# Basile Joseph Raux
Basile Joseph Raux, né le 9 janvier 1747, à Trélon dans le département du Nord, mort le 22 juin 1817 à Belval, fut un industriel, maître de forges, mais aussi un homme politique français.

## Biographie
Avant la Révolution de 1789, et ce depuis 1785, il est fermier général des forges de Belval, un atelier appartenant à l'abbaye des Prémontrés de Belval au Bois-des-Dames. Ces forges remontent au moins au début du XVIe siècle. 
Le 26 mars 1789, il est élu, par le bailliage de Reims, député du Tiers état aux Etats généraux.  C'est un des trois maîtres de forges parmi les députés. Il vote silencieusement avec la majorité.  
Lorsque les forges de Belval sont vendues à leur tour comme bien national, il les rachète. Il devient  également copropriétaire avec son frère Léopold Augustin de l'usine de Montblainville, dans la Meuse, un autre bien adjugé de la même façon. De même des forges de Tailly et de Champigneulles, constituant ainsi un ensemble industriel.
Il est réélu, le 4 septembre 1792, cette fois dans le département des Ardennes, député à la Convention nationale, le 4e élu en nombre de voix sur 8 députés à élire, par 164 voix sur 295 votants. Mais il n'accepte pas le mandat, préférant se consacrer à son activité métallurgique, et est immédiatement remplacé.
Mais ses ateliers ne suivent pas l'évolution des techniques sidérurgiques. À son décès, l'usine de Belval se compose d'un haut fourneau ne fonctionnant que trois à quatre mois de l'année seulement, un feu de chaufferie et un atelier d'affinage.

### Sources et bibliographie
Sources classées par date de parution.
- Denis Woronoff, L'industrie sidérurgique en France pendant la Révolution et l'Empire, Éditions de l'École des hautes études en sciences sociales, 1984, 592 p..